# Numan Acar
Numan Acar (Kozoğlu, 7 ottobre 1974) è un attore e produttore cinematografico turco naturalizzato tedesco.

## Biografia
Acar è nato a Kozoğlu, nel distretto di Kelkit, e ha vissuto fino all'età di otto anni a Erzincan. Nel 1982 emigrò in Germania, dove inizialmente studia ingegneria civile. Dopo aver completato gli studi nel 2001, ha iniziato a recitare in teatro. A debutto al cinema in Kebab Connection e successivamente ha preso parte a vari film turchi e tedeschi. Come produttore si è specializzato in film tedesco-turchi e nel 2007 ha fondato la Acar Entertainment. Acar vive a Berlino e parla fluentemente diverse lingue, tra cui il tedesco, il turco, lo spagnolo e l'inglese, oltre a un po' di curdo, azero e arabo.
Ha acquisito fama internazionale per aver interpretato Haissam Haqqani nella quarta e ottava stagione della serie televisiva Homeland - Caccia alla spia. Nello stesso anno ha scritto, diretto ed interpretato la pellicola Vergrabene Stimmen. Nel 2019, interpreta Dimitri Dmerdyakov nel film Spider-Man: Far from Home del Marvel Cinematic Universe; nello stesso anno recita in Aladdin, remake live action dell'omonimo film d'animazione Disney del 1992, diretto da Guy Ritchie, interpretando il brontolone capo delle guardie Hakim

## Filmografia parziale

### Attore

#### Cinema
- Kebab Connection, regia di Anno Saul (2004)
- Zeiten ändern dich, regia di Uli Edel (2010)
- Kokowääh, regia di Til Schweiger (2011)
- The Berlin File, regia di Ryoo Seung-wan (2013)
- Vergrabene Stimmen, regia di Numan Acar (2014)
- Cuori in volo (Flying Home), regia di Dominique Deruddere (2014)
- Rosewater, regia di Jon Stewart (2014)
- Il padre (The Cut), regia di Fatih Akın (2014)
- Point Break, regia di Ericson Core (2015)
- Ali and Nino, regia di Asif Kapadia (2016)
- The Promise, regia di Terry George (2016)
- The Great Wall, regia di Zhang Yimou (2016)
- Oltre la notte (Aus dem Nichts), regia di Fatih Akın (2017)
- 12 Soldiers (12 Strong), regia di Nicolai Fuglsig (2018)
- Aladdin, regia di Guy Ritchie (2019)
- Spider-Man: Far from Home, regia di Jon Watts (2019)
- Paradise, regia di Boris Kunz (2023)

#### Televisione
- Squadra Speciale Cobra 11 – serie TV, episodio 24x02 (2008)
- Squadra Omicidi Istanbul – serie TV, episodio 1x05 (2011)
- Homeland - Caccia alla spia (Homeland) – serie TV, 13 episodi (2014, 2020)
- Crossing Lines – serie TV, episodio 3x09 (2015)
- Prison Break – serie TV, 3 episodi (2017)
- Jack Ryan – serie TV, episodio 1x06 (2018)

### Regista
- Vergrabene Stimmen (2014)

### Sceneggiatore
- Vergrabene Stimmen, regia di Numan Acar (2014)

## Doppiatori italiani
Nelle versioni in italiano dei suoi film, Numan Acar è stato doppiato da:
- Antonio Palumbo in Homeland - Caccia alla spia
- Carlo Scipioni in Aladdin
- Francesco Sechi in Spider-Man: Far from Home
- Pasquale Anselmo in Prison Break
- Roberto Gammino in The Great Wall
- Simone Mori in Oltre la notte